# گرند ماف تارکین
گرند ماف ویلهوف تارکین (انگلیسی: Grand Moff Tarkin) شخصیتی خیالی در مجموعه جنگ ستارگان است. اولین حضور او در فیلم شماره چهار جنگ ستارگان امید تازه (۱۹۷۷) بود که نقش آن را پیتر کوشینگ بازی کرد و او در نقش یک فرمانده در ستاره مرگ امپراتوری کهکشان معرفی شد. او دستور نابودی سیاره آلدران توسط فوق لیزر ایستگاه را می‌دهد. شخصیت تارکین با استقبال خوبی روبرو شده‌است و او را یکی از وحشتناک‌ترین شروران تاریخ جنگ ستارگان می‌نامند.